# Ян Баптист Тенчиньский

Герб Топор

Граф Ян Баптист Тенчиньский (пол. Jan Baptysta Tęczyński; 1540-декабрь 1563, Копенгаген) — польский государственный деятель, дипломат Речи Посполитой, воевода белзский (1563), староста Люблина (1560—1563), сенатор Речи Посполитой (с 1561).

## Биография
Представитель польского магнатского рода Тенчиньских герба Топор . Сын Станислава Габриэля Тенчиньского, воеводы Кракова и Сандомира, львовского каштеляна и Анны Богуш. Его сестра Екатерина была женой Христофора Перуна Радзивилла.
Образование получил в Краковской академии. В 1556 году по приказу отца отправился в Париж, где продолжил учёбу в Сорбонне до 1560 года. В 1557 году одновременно слушал лекции в базельском коллегиуме. В 1559—1560 годах путешествовал по Испании.
Унаследовал от отца титул графа Священной Римской империи.
В 1561 году получил староство любельское и ужендовское. В том же году стал сенатором Речи Посполитой. В 1561 году был отправлен королём Сигизмундом II с посольством в Швецию и Финляндию, где влюбился в принцессу Сесилию, дочь короля Густава I Вазы. После получения согласия на брак в 1562 году вернулся в Польшу. Здесь собирался средства для приданого. Чтобы получить средства, заложил город Красник вместе с замком и окрестными деревнями своим двоюродным братьям.
В сентябре 1563 года отправился за море для встречи с Сесилией, но пути в Швецию попал в тюрьму к датчанам, которые в то время воевали со шведами. Умер в декабре 1563 года в тюрьме Копенгагена. Его тело было привезено в Польшу двоюродным братом Яном Замойским и похоронен в Краснике в семейной часовне приходской церкви.
Историю этой любви и несчастного путешествия описал Ян Кохановский в одной из своих поэм («Pamiątka wszytkimi cnotami hojnie obdarzonemu Janowi Baptiście hrabi na Tęczynie»).